# Nike Free

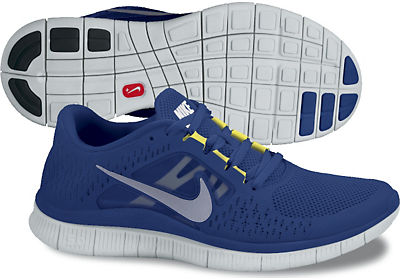
Nike Free+ 3

Nike Free是美國運動用品公司耐克自2004年開始生產銷售的一款跑鞋。Nike公司在2004年發布了Free 5.0，並且在2006年進行了升級，改版為Nike Free 5.0 V2。此後，Nike公司還在2007年、2009年和2013年發布了升級的Nike Free 5.0。2021年，Nike發布了Free Run 2。